# Clinohumiet

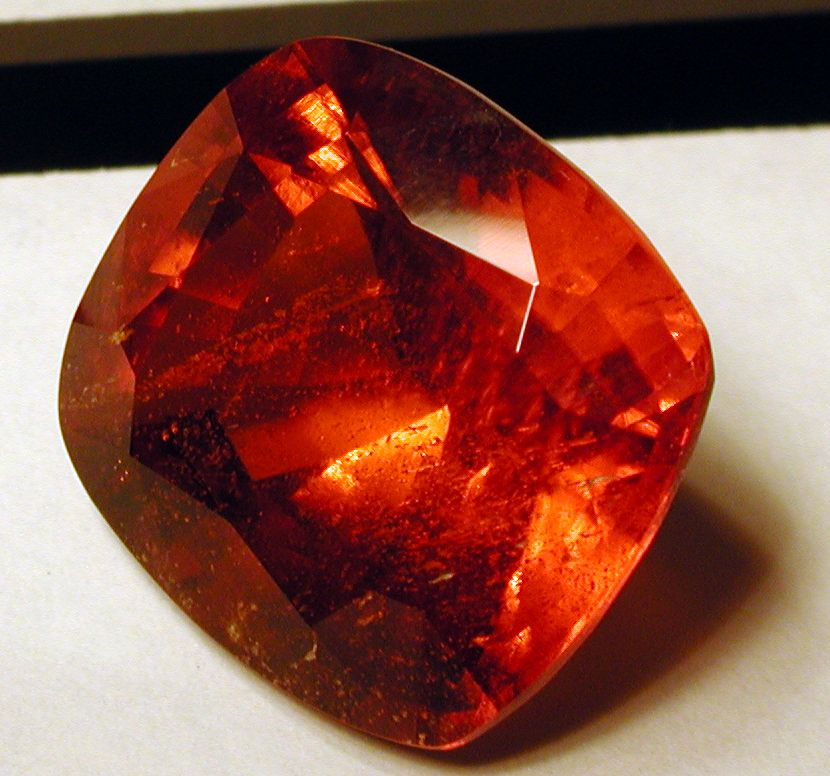

Het mineraal clinohumiet is een fluor-houdend magnesium-ijzer-silicaat met de chemische formule (Mg,Fe2+)9(SiO4)4(F,OH)2. Het mineraal behoort tot de nesosilicaten.

## Eigenschappen
Het doorzichtig tot doorschijnend witte, gele, donkeroranje of (rood)bruine clinohumiet heeft een glasglans, een witte streepkleur en de splijting van het mineraal is slecht volgens het kristalvlak [001]. Het kristalstelsel is monoklien. Humiet heeft een gemiddelde dichtheid van 3,26, de hardheid is 6 en het mineraal is niet radioactief.

## Naamgeving
Het mineraal clinohumiet is net als humiet genoemd naar de Engelse kunst- en mineralenverzamelaar Abraham Hume (1749 - 1838). Het voorvoegsel clino duidt op de monokliene variant van humiet.

## Voorkomen
Het mineraal clinohumiet is een mineraal dat voorkomt samen met humiet. De typelocatie is de Monte Somma, Vesuvius, Italië.